# Prima scriptura
Prima scriptura es la doctrina cristiana según la cual la sagrada escritura tiene mayor validez que cualquier otro tipo de fuentes de revelación divina. De manera implícita, este punto de vista reconoce que existen otras guías además de la escritura acerca de aquello que  un creyente debe creer y como debe vivir, tales como el orden de la creación, las tradiciones, los dones carismáticos, visiones, visitaciones angelicales, la conciencia, el sentido común, la opinión de los expertos, el espíritu de los tiempos y otras. Prima scriptura sugiere que las formas de conocimiento o comprensión de Dios y de su voluntad que no provengan de la escritura sagrada son útiles para interpretar esa escritura, pero solo si es comprobable por el canon bíblico y sujeto a ser corregido por este, en caso de contradecirlo. 
No se debe confundir con el término sola scriptura, que aunque tienen un concepto similar, esta solo admite como revelación especial únicamente a la Biblia, pero no desconoce a la tradición como fuente de verdad, aunque no infalible, reconociendo que toda verdad es verdad de Dios, esta doctrina es adoptada por las iglesias protestantes y evangélicas, ni con la solo scriptura, que rechaza cualquier fuente que no sea la Biblia, rechazando a la tradición, doctrina adoptada por las iglesias anabaptistas. 

## Catolicismo
El documento Dei verbum emanado del Concilio Vaticano II, es claro acerca de la igualdad  de la escritura con la sagrada tradición, cuando dice que ambas, tanto sagrada tradición y sagrada escritura, deben ser aceptadas y veneradas como iguales, con la misma lealtad y reverencia.
En ese sentido, la escritura no tiene más autoridad que la tradición, pero en caso de contradicción, la escritura tiene más validez. Como dijo santo Tomás de Aquino:

Nuestra fe se fundamenta en la revelación hecha a los Profetas y a los Apóstoles, los cuales escribieron los libros canónicos; no en la revelación hipotéticamente hecha a otros doctores.
Santo Tomás de aquino, Summa Theologiae, parte I, cuestión 1, artículo 8.

Por esta razón, se dice que la prima scriptura es una norma muy similar a la doctrina católica.

## Iglesia ortodoxa
La ortodoxia oriental también se rige principalmente por la prima scriptura. Como analogía, la totalidad de la vida de la iglesia es como un colgante de piedras preciosas, de las cuales el dimante más grande va en el centro, representando a las Escrituras. Las otras gemas representan otras partes de la Sagrada Tradición. Si bien ninguna de las otras joyas son iguales a la del centro, que, no obstante, contribuyen a su belleza, el diamante se ve mejor en conjunto con los demás (es decir, cuando se ve en el contexto de la tradición de la Iglesia). Sola scriptura, sería similar a la rasgadura del diamante del centro porque se prefiere por sí sola, pero así, solo restaría valor a la belleza del diamante en conjunto.

## Iglesia anglicana o espiscopalianas
El anglicanismo concibe la Sagrada Escritura claramente como la primera fuente de revelación. En los 39 artículos de religión se describe a esta como suficiente, "conteniendo todas las cosas necesarias para la salvación" (Artículo 6) y por tanto, derivado de este principio, se establece la no obligatoriedad de creer en nada más, como necesario para la salvación: "de modo que cualquiera cosa que no se lee en ellas, ni con ellas se prueba, no debe exigirse de hombre alguno que la crea como artículo de Fe, ni debe ser tenida por requisito necesario para la Salvación" (Artículo 6). Según esta descripción podría aparentemente situarse la doctrina anglicana dentro del principio reformado de "Sola Scriptura" y no de "Prima Scriptura", pero realmente solo se establece la suficiencia de la Escritura para la salvación del hombre o como fuente que conforme los "artículos de la Fe" que se entienden como los dogmas cristianos, o lo que es lo mismo, que la Biblia contiene todo lo que debe saberse y creerse para que el hombre pueda alcanzar la salvación o ser doctrinalmente un cristiano. Esta suficiencia se predica tan solo de la salvación y de los fundamentos dogmáticos y no del conjunto lato de la doctrina cristiana, con lo que no se niega la Tradición o el uso de la razón natural como fuentes materiales de la fe en general, de devoción, del orden moral, de ciertos aspectos de culto o devoción, del derecho de la Iglesia, etc. 
Esta posición puede verse indirectamente en los mismos 39 artículos de religión, cuando el octavo artículo establece que: "El Credo Niceno y el comúnmente llamado de los Apóstoles, deben recibirse y creerse enteramente, porque pueden probarse con los testimonios de las Santas Escrituras". Pese a que parece que la razón de la obligatoriedad de su recepción y creencia parezca supeditada a que con la Biblia puedan ser probados, esto implica la aceptación de contenidos que provienen de la Tradición de la Iglesia, dando con ello al origen una valor de fuente de segundo grado, frente a la Sagrada Escritura que ejerce un primer lugar, dándosele con ello una función controladora. 
El artículo 34, por otro lado, fortalece el papel de la Tradición de la Iglesia, al establecer la pública reprensión a aquellos que no la sigan o la incumplan. Del mismo modo reconoce explícitamente la existencia de un Magisterio de la Iglesia:

Cualquiera que por su juicio privado voluntariamente y de intento quebranta manifiestamente las Tradiciones y Ceremonias de la Iglesia, que no son contrarias a la Palabra de Dios, y que están ordenadas y aprobadas por la Autoridad pública, debe para que teman otros hacer lo mismo, ser públicamente reprendido como perturbador del orden común de la Iglesia, como ofensor de la autoridad del Magistrado, y como quien vulnera las conciencias de los hermanos débiles. "

Pese a que en la historia del anglicanismo existieron etapas de oscilación entre los teólogos entre posiciones de Sola Scriptura y posiciones más próximas a la Prima Scriptura, es común en la Teología Anglicana actual, el considerar las fuentes de la Revelación en una prelación ordenada en tres niveles, donde la primacía la ostenta la Sagrada Escritura, siendo fuente de segundo grado la Tradición de la Iglesia (tanto la universal y común, como la propia de la Iglesia concreta) y como fuente de tercer grado el uso natural de la razón.

## Iglesia metodista
Otra versión del enfoque prima Scriptura en el metodismo, donde sostiene que la Escritura ha de ser la autoridad principal de la Iglesia. Sin embargo, se interpreta mejor a través de las lentes de la razón, la experiencia personal, y la tradición de la Iglesia, aunque la Biblia sigue siendo la autoridad fundamental y normativa para los cristianos. De acuerdo con la Iglesia Metodista Unida, que se adhiere a esta idea:

"La escritura es considerada la fuente primaria y estándar para la doctrina cristiana. La tradición es la experiencia y testimonio del desarrollo y crecimiento de la fe en los últimos siglos en muchas naciones y culturas. La experiencia es el entendimiento individual. A través de la razón es que cada cristiano individualmente de llegar a una fe plena y madura. Hasta llegar a la repuesta necesaria de adoración y servicio. "

## Otras confesiones
El concepto de luz interior de la Sociedad Religiosa de los Amigos o el punto de vista del movimiento carismático sobre el Espíritu Santo como una fuerza activa en la vida del creyente son ejemplo de aproximaciones a la prima scriptura.
Los mormones aceptan la Biblia como palabra de Dios 'siempre que haya sido correctamente traducida'.
Algunos escritores de la reforma protestante y líderes religiosos no cristianos, y algunos escritores no-religiosos. 
Para los testigos de Jehová, la interpretación de las escrituras es responsabilidad del Cuerpo gobernante de los testigos de Jehová.